# Jan Jarand Brudzewski (zm. po 1490)
Jan Jarand Brudzewski z Brudzewa herbu Pomian (zm. po 1490) – kanonik kruszwicki w 1469 roku, starosta Koła w latach 1485–1487.
Syn wojewody sieradzkiego Jaranda, brat wojewody sieradzkiego Mikołaja.